# Cerodontha pecki
Cerodontha pecki är en tvåvingeart som beskrevs av Spencer 1973. Cerodontha pecki ingår i släktet Cerodontha och familjen minerarflugor.
Artens utbredningsområde är Florida. Inga underarter finns listade i Catalogue of Life.